# Дютамби, Стюарт
Стюарт Дютамби (фр. Stuart Dutamby; род. 24 апреля 1994, Сен-Жермен-ан-Ле, департамент Ивелин, Франция) — французский легкоатлет, специализирующийся в спринтерском беге. Серебряный призёр чемпионата Европы 2016 года в эстафете 4×100 метров. Участник летних Олимпийских игр 2016 года.

## Биография
В детстве попробовал свои силы во многих видах спорта: теннисе, дзюдо, долгое время занимался плаванием, хотел стать футболистом. По совету родителей, которые считали, что он бегает достаточно быстро, Стюарт решил попробовать себя в лёгкой атлетике. Взяв карту бельгийского Антверпена (где жила семья Дютамби), он нашёл самый близкий к дому легкоатлетический клуб и начал в нём тренироваться.
На тот момент ему было уже 18 лет, а уже спустя год после начала занятий в новом виде спорта Стюарт поехал в составе сборной Франции на юниорский чемпионат Европы. В дебютном международном старте он вышел в финал в беге на 100 метров и занял четвёртое место в эстафете 4×100 метров.
На молодёжном первенстве континента в 2015 году занял пятое место на дистанции 200 метров и выиграл золото в эстафете.
В 2016 году на чемпионате Франции финишировал вторым вслед за рекордсменом Европы Джимми Вико и установил высокий личный рекорд в беге на 100 метров — 10,12, который стал неожиданностью даже для самого Дютамби. Благодаря этому результату, впервые выступил за взрослую сборную страны на чемпионате Европы. На дистанции 100 метров занял 13-е место в полуфинале, а в составе эстафетной четвёрки 4×100 метров завоевал серебряную медаль.
Принимал участие в Олимпийских играх 2016 года, на которых отметился участием в предварительном забеге эстафеты (сборная Франции не смогла пробиться в финал).
В 2017 году в составе команды Франции занял пятое место на чемпионате мира в эстафете 4×100 метров.

## Основные результаты
| Год  | Турнир                          | Место проведения          | Дисциплина       | Место       | Результат |
| ---- | ------------------------------- | ------------------------- | ---------------- | ----------- | --------- |
| 2013 | Чемпионат Европы среди юниоров  | Риети, Италия             | 100 м            | 7-е         | 10,74     |
| 2013 | Чемпионат Европы среди юниоров  | Риети, Италия             | эстафета 4×100 м | 4-е         | 40,07     |
| 2015 | Чемпионат Европы среди молодёжи | Таллин, Эстония           | 200 м            | 5-е         | 20,89     |
| 2015 | Чемпионат Европы среди молодёжи | Таллин, Эстония           | эстафета 4×100 м | 1-е         | 39,36     |
| 2016 | Чемпионат Европы                | Амстердам, Нидерланды     | 100 м            | 13-е (1/2)  | 10,26     |
| 2016 | Чемпионат Европы                | Амстердам, Нидерланды     | эстафета 4×100 м | 2-е         | 38,38     |
| 2016 | Олимпийские игры                | Рио-де-Жанейро, Бразилия  | эстафета 4×100 м | 11-е (заб.) | 38,35     |
| 2017 | Чемпионат мира по эстафетам     | Нассау, Багамские Острова | эстафета 4×100 м | 5-е         | 39,83     |
| 2017 | Командный чемпионат Европы      | Лилль, Франция            | 100 м            | 8-е         | 10,48     |
| 2017 | Чемпионат мира                  | Лондон, Великобритания    | эстафета 4×100 м | 5-е         | 38,48     |